# Kanton Saint-Brevin-les-Pins
Der Kanton Saint-Brevin-les-Pins (bretonisch Kanton Sant-Brewenn) ist seit 2015 ein französischer Wahlkreis in den Arrondissements Nantes und Saint-Nazaire, im Département Loire-Atlantique und in der Region Pays de la Loire; sein Hauptort ist Saint-Brevin-les-Pins.

## Geschichte
Der Kanton entstand bei der Neueinteilung der französischen Kantone im Jahr 2015. Die Gemeinden gehörten früher zu den Kantonen Le Pellerin (3 Gemeinden), Paimbœuf (3 Gemeinden) und Saint-Père-en-Retz (3 Gemeinden).

## Lage
Der Kanton liegt im Westen des Départements Loire-Atlantique westlich von Nantes. Seine Nordgrenze bildet die Loire, seine Westgrenze der Atlantische Ozeans.

## Gemeinden
Der Kanton besteht aus neun Gemeinden mit insgesamt 49.008 Einwohnern (Stand: 1. Januar 2022) auf einer Gesamtfläche von 243,17 km²:
| Gemeinde                     | Gallo               | Bretonisch           | Einwohner (2022) | Fläche (km²) | Code postal | Code Insee | Arrondissement |
| ---------------------------- | ------------------- | -------------------- | ---------------- | ------------ | ----------- | ---------- | -------------- |
| Corsept                      | Corsèt              | Korzed               | 2.615            | 23,62        | 44560       | 44046      | Saint-Nazaire  |
| Frossay                      | Froczaè             | Frozieg              | 3.289            | 57,22        | 44320       | 44061      | Saint-Nazaire  |
| La Montagne                  | La Montàeyn         | Ar Menez             | 6.523            | 3,64         | 44620       | 44101      | Nantes         |
| Le Pellerin                  | Le Pelerein         | Pentelloù            | 5.335            | 30,65        | 44640       | 44120      | Nantes         |
| Paimbœuf                     | Penboe              | Pembo                | 3.030            | 2            | 44560       | 44116      | Saint-Nazaire  |
| Saint-Brevin-les-Pins        | Saent-Bréven        | Sant-Brewenn         | 14.645           | 19,29        | 44250       | 44154      | Saint-Nazaire  |
| Saint-Jean-de-Boiseau        | Saent-Jan-de-Boézèu | Sant-Yann-ar-Granneg | 6.024            | 11,4         | 44640       | 44166      | Nantes         |
| Saint-Père-en-Retz           | Saent-Pèrr-an-Raèz  | Sant-Pêr-Raez        | 4.701            | 62,72        | 44320       | 44187      | Saint-Nazaire  |
| Saint-Viaud                  | Saent-Viau          | Sant-Widel-Skovrid   | 2.846            | 32,63        | 44320       | 44192      | Saint-Nazaire  |
| Kanton Saint-Brevin-les-Pins | Saent-Bréven        | Sant-Brewenn         | 49.008           | 243,17       | -           | 4423       | -              |

## Politik
Im 1. Wahlgang am 22. März 2015 erreichte keines der fünf Wahlpaare die absolute Mehrheit. Bei der Stichwahl am 29. März 2015 gewann das Gespann Marie-Christine Curaudeau/Yannick Haury (beide Union de la Droite) gegen Chantal Leduc-Bouchaud/Pascal Pras (beide Union de la Gauche) mit einem Stimmenanteil von 57,11 % (Wahlbeteiligung:48,88 %).
| Vertreter im conseil général des Départements | Vertreter im conseil général des Départements | Vertreter im conseil général des Départements |
| Amtszeit                                      | Name                                          | Partei                                        |
| --------------------------------------------- | --------------------------------------------- | --------------------------------------------- |
| 2015–                                         | Marie-Christine Curaudeau Yannick Haury       | Union de la Droite                            |